# Alušta
Alušta (ukrajinsky a rusky Алушта, krymskou tatarštinou Aluşta) je lázeňské město na jižním pobřeží Krymu, sporném území považovaném za část Ukrajiny, ale ovládaném od krymské krize Ruskem. V současné době zde žije přibližně 30 000 obyvatel.
Vedle sousední Jalty je Alušta hlavním rekreačním střediskem Krymského poloostrova a východiskem několika turistických tras. Město leží na unikátní trolejbusové trati spojující Simferopol (45 km) a Jaltu (40 km).

## Aluštská městská rada
Administrativně je město spravováno městskou radou, do jehož obvodu spadají také sídlo městského typu Partenit a okolní vesnice.

## Partnerská města
- Jūrmala, Lotyšsko
- Dubna, Rusko